# Lothar Stark (Theologe)
Lothar Stark (* 26. März 1912 in Glogau; † 6. Mai 2003 in Göttingen) war ein deutscher evangelisch-lutherischer Theologe und Pastor der Evangelisch-lutherischen Landeskirche Hannovers.

## Leben
Während seines Studiums der evangelischen Theologie wurde Lothar Stark Mitglied der Sängerschaft Fridericiana Breslau im Sondershäuser Verband. Nach seinem Abschluss wurde er am 15. Oktober 1939 in Breslau ordiniert. 1946 wurde er Pastor in Meppen, 1948 in Lingen. Von 1952 bis 1958 wirkte er als Superintendent wieder in Meppen.
Am 1. Juli 1958 wurde Stark als Landessuperintendent des neuerrichteten Sprengels Göttingen der evangelisch-lutherischen Landeskirche durch Landesbischof Hanns Lilje eingeführt. Am 31. Juli 1977 trat er in den Ruhestand.